# Desbiens (Quebec)
Desbiens es una localidad con el estatus de ciudad en la provincia de Quebec, Canadá. Está ubicada en el condado regional de Lac-Saint-Jean-Est y a su vez, en la región administrativa de Saguenay–Lac-Saint-Jean. Hace parte de las circunscripciones electorales de Lac-Saint-Jean a nivel provincial y de Roberval a nivel federal.

## Geografía
Desbiens se encuentra ubicada en las coordenadas 48°25′00″N 71°57′00″O / 48.41667, -71.95000. Según Statistics Canada, tiene una superficie total de 10,41 km² y es una de las 1135 municipalidades en las que está dividido administrativamente el territorio de la provincia de Quebec.

## Demografía
Según el censo de 2011, había 1053 personas residiendo en esta localidad con una densidad poblacional de 101,1 hab./km². Los datos del censo mostraron que de las 1074 personas censadas en 2006, en 2011 hubo una disminución poblacional de 21 habitantes (-2%). El número total de inmuebles particulares resultó de 502 con una densidad de 48,22 inmuebles por km². El número total de viviendas particulares que se encontraban ocupadas por residentes habituales fue de 466.